# Нижнезавитинка
Нижнезави́тинка — село в Михайловском районе Амурской области, Россия.
Входит в Коршуновский сельсовет.

## География
Село Нижнезавитинка стоит на правом берегу реки Завитая.
Село Нижнезавитинка расположено к северу от районного центра Поярково.
Автомобильная дорога к селу Нижнезавитинка идёт от Поярково через сёла Зелёный Бор, Красный Восток и Коршуновку. Расстояние до Поярково — 28 км.
Расстояние до административного центра Коршуновского сельсовета села Коршуновка — 8 км.
На левом берегу Завитой в 3 км выше села Красный Восток стоит село Красный Яр.

## Население
| 2002 | 2010 | 2012 | 2013 | 2014 | 2015 | 2016 |
| ---- | ---- | ---- | ---- | ---- | ---- | ---- |
| 84   | ↘51  | ↘50  | ↘49  | ↗55  | →55  | ↘52  |
| 2017 | 2018 |      |      |      |      |      |
| ↗55  | ↘54  |      |      |      |      |      |

## Инфраструктура
Сельскохозяйственные предприятия Михайловского района.